# Associação Escocesa de Futebol
A Associação Escocesa de Futebol (em escocês: Scottish Fitbaa Association, SFA, também conhecida como The Scottish FA) é o órgão que dirige e controla a prática do futebol na Escócia, comandando a Copa Escocesa e a seleção escocesa de futebol.

Escudo heráldico (1953–)

Entre os membros da SFA estão os clubes daquele país, as associações nacionais afiliadas bem como as associações locais. Formada em 1873, é a segunda mais antiga associação nacional de futebol do mundo.
A Associação Escocesa de Futebol faz parte da International Football Association Board, responsável pelas regras do jogo. A SFA também é membro da FIFA e membro-fundador da UEFA. Sua sede localiza-se em Hampden Park, Glasgow, onde também está o Museu do Futebol Escocês.